# الخاندرو مارکوس
الخاندرو مارکوس (انگلیسی: Alejandro Marqués؛ زادهٔ ۴ اوت ۲۰۰۰) بازیکن فوتبال اهل ونزوئلا است.
او زننده دو گل تیم جوانان بارسلونا مقابل چلسی در فینال چمپیونزلیگ می باشد که بازی در نهایت سه بر صفر به سود بارسا به اتمام رسید و در نهایت کاتالان ها جام قهرمانی را بالای سر بردند
وی همچنین در تیم ملی فوتبال زیر ۱۹ سال اسپانیا بازی کرده‌است.